# Michel González Márquez
Karen Michel González Márquez (San Francisco del Rincón, Guanajuato; 21 de enero de 1988) es una política mexicana, miembro del Partido Acción Nacional. Desde el 1 de septiembre de 2024 se desempeña como senadora de la República.  

## Biografía
Michel González Márquez es licenciada en Comercio Internacional egresada de la Universidad de Guanajuato, durante sus estudios, fue presidente de la Mesa Directiva de la División de Ciencias Económico Administrativas.
Ha realizado su carrera política mayoritariamente dentro de la estructura del PAN en Guanajuato, partido del que es oficialmente miembro desde 2010. Entre otros cargos, ha sido coordinadora de Mujeres Jóvenes de la Secretaría Nacional de Acción Juvenil, secretaría en la que colaboró entre 2009 y 2011 y luego coordinadora de proyectos entre 2013 y 2014. De 2015 a 2018 fue secretaria de Vinculación del comité directivo estatal del partido.
En 2018 fue postulada candidata a diputada federal por la coalición Por México al Frente por el Distrito 7 de Guanajuato; elegida a la LXIV Legislatura, en la que ha sido secretaria de la mesa directiva.